# Вторгнення (роман)
«Вторгнення» (англ. Intervention) — науково-фантастичний роман американської письменниці Джуліен Мей, вперше опублікований 1987 року.
Роман виступає в ролі зв'язуючої ланки між Сагою про вигнання в пліоцені (1981-1984) і Трилогією про галактичне середовище (1991-1996), події в якому розгортаються в одному уявному всесвіті, який характеризується еволюцією людства до вищого розумового рівня та його входженням у Галактичне середовище, федерації, що складається з інопланетних рас з подібними розумовими здібностями.

## Сюжет
Сюжет розгортається у період між 1945 і 2013 роками, роман розповідає про появу перших діючих метапсихиків, про реакцію «нормальних» на присутність таких обдарованих розумів і про неминучі політичні, соціальні, економічні, законодавчі зміни, аж до Великого втручання, коли представники Галактичного середовища продемонстрували людству своє існування.

## Літературні впливи
Автор чітко віддає данину класиці наукової фантастики, зосередженій на темі надлюдини, зокрема Q.I. 10000 (Одд Джон) (1935) Олафа Стейплдона, прочитання якого в підлітковому віці є справжнім відкриттям для героя «Рогі» Ремілларда.